# デイエノボル
デイエ ノボル（1980年5月16日 - ）は、日本のお笑い芸人。
沖縄県出身。浅井企画所属。

## 来歴
浅井企画主催のお笑い芸人オーディションに合格し、浅井企画のライブ「お笑いネオネオダイナマイトショー」にてデビュー。 
M-1グランプリ2008では、当時同じ事務所の所属だった小糸チクワとコンビ「デイエとチクワ」を組んで出場。なお、このコンビで2009年4月18日放送『イツザイ』の『インディーズ芸人オーディション』コーナーにも出演した。
2017年9月26日配信の「ニレンジャーの詰め合わせ！」終了後に自らのYoutubeチャンネルにて結婚を発表。

## 芸風
主な持ちネタは、ナルシスト的なキャラクターになり、歌を交えたネタである。「デイエ〜、ウォッウォッウォ〜」などの、定番の歌ネタがある。

沖縄県出身ということもあり、三線が趣味、特技である。  

## 出演

### テレビ
- アリケン（テレビ東京） - 2008年4月24日
- イツザイ（テレビ東京） - 『インディーズ芸人オーディション』 - 2008年8月23日初出演

キャッチコピーは『歌うナルシスト』
- イツザイS（テレビ東京）
- カートゥンKAT-TUN（日本テレビ） - 2008年12月4日
- BSブランチ（BS-TBS） - 2009年9月5日

「お笑い対決」出演、コブラナッツに1-3で敗戦
- テレ遊びパフォー! - （NHK総合） - 2009年9月12日『パフォー!×イツザイ コラボスペシャル』
- お笑い図鑑 ハマヌキ（tvk）
- 森田一義アワー 笑っていいとも!（フジテレビ）- 2012年12月13日『エアーパフォーマンス王決定戦』